# Estado Zamora
El Estado Zamora (denominado entre 1879 y 1882 como Estado Sur de Occidente y entre 1882 y 1899 como Gran Estado Zamora) fue una antigua división administrativa de los Estados Unidos de Venezuela ubicada al suroccidente del país, en plenos llanos venezolanos.

## Historia
El nombre «Zamora» fue el primer nombre que recibió el actual Estado Barinas en honor al general Ezequiel Zamora cuando fue convertido en estado federal en 1859. En 1862 le fue agregado lo que hoy es el Estado Apure, situación que fue revertida en 1864. En 1879 el presidente Guzmán Blanco planteó la unión de los estados de esta parte del país con el nombre de «Estado Sur de Occidente», que estaría compuesto por los estados Zamora, Carabobo, Cojedes, Portuguesa y el departamento Nirgua; sin embargo por varias razones no especificadas el presidente modificó la propuesta y el Estado Sur de Occidente quedó compuesto por Cojedes, Portuguesa y Zamora, mientras Carabobo y Nirgua formaron otro estado independiente; por aquel entonces era uno de los nueve estados a los que se redujo el país.
El estado fue renombrado a «Estado Zamora» en 1891 por mandato de Guzmán Blanco; debido a su gran extensión y para diferenciarlo del anterior y posterior entidad federal de nombre similar y que abarca el hoy estado Barinas, se le ha denominado en historiografía «Gran Estado Zamora». La capital del estado estuvo asentada en Guanare entre 1882 y 1899 por ser la más central de las poblaciones importantes de la región. Debido a varias discrepancias entre las élites políticas de Portuguesa y Cojedes, principalmente por el manejo de recursos económicos y sociales, se empezó a plantear la separación de estas secciones del Estado Zamora, situación que vino a convertirse en realidad en 1899.
La sección Zamora, en tanto, continuó llevando este nombre hasta 1937, cuando la Gobernación del Estado le reasignó el nombre de Barinas, tal como se le conoce en la actualidad.

## División territorial
El Estado Zamora estuvo dividido entre 1879 y 1899 en las secciones Zamora (o Barinas, con capital en Barinas), Cojedes (capital San Carlos) y Portuguesa (capital Guanare). Las secciones a su vez estaban divididas en distritos y estos en parroquias.

### Distritos de la Sección Cojedes
- San Carlos
- Girardot
- El Tinaco
- Ricaurte
- Falcón
- El Pao

### Distritos de la Sección Portuguesa
- Guanare
- Ospino
- Araure
- Acarigua
- Guanarito
- Turén

### Distritos de la Sección Zamora
- Pedraza
- Obispos
- Sosa
- Rojas
- Guzmán
- Barinas